# 莫多克 (印地安納州)
莫多克（英語：Modoc）是一個位於美國印地安納州蘭道夫縣的城鎮。

## 人口
根據2010年美國人口普查的數據，莫多克的面積為0.97平方千米，當中陸地面積為0.97平方千米，而水域面積為0.00平方千米。當地共有人口196人，而人口密度為每平方千米202人。